# Robert Huguet
 (février 2018).
Robert Huguet, alias Simoun, Renard, Prince et Le Duc, né le 27 février 1901 à Seychalles et mort le 8 mars 1979 à Clermont-Ferrand, est un entrepreneur, résistant et compagnon de la libération français.
Il a été inhumé à Seychalles dans le Puy-de-Dôme.

## Biographie
Son père, Guillaume Huguet, maire de Seychalles, fut élu député de la circonscription de Thiers en 1919. Robert Huguet est appelé sous les drapeaux en avril 1921 et incorporé à la 8e section d'ouvriers d'aviation. Il est démobilisé en mai 1923 et exerce dès lors la profession d'entrepreneur de transports routiers (Société Huguet).
Passionné de moto et d’automobile, il participe aux 24 Heures du Mans 1938 avec Louis Rosier, au volant d’un coupé Talbot Lago T150 SS ; le tandem auvergnat abandonne au 82e tour.
Sous-lieutenant de réserve, il est mobilisé en septembre 1939 en qualité de pilote d'estafette ou de liaison.

### Engagement et Résistance
Ayant entendu l'appel du général de Gaulle le 18 juin 1940 et refusant l'armistice, il entre très rapidement dans la résistance et, dès le 1er novembre 1940, sert en qualité d'agent P.1 au réseau SR Kléber Central.
Recherché par la Gestapo, Robert Huguet effectue plusieurs missions en zone sud et organise en particulier plusieurs départs en avion pour l'Angleterre.
En 1942, il entre au mouvement Libération-Sud et participe à l'évasion de quatre détenus politique de la maison d'arrêt de Clermont-Ferrand. Il prend part au premier parachutage de la région et en transporte à Lyon le contenu dans un véhicule de sa société Huguet.
En décembre 1942, il entre dans l'Armée secrète (AS) et devient chef régional des récupérations et des transports au moment de la création, début 1943, des Mouvements unis de Résistance (MUR) qui voit fusionner les mouvements de zone sud Combat, Libération et Franc-Tireur. Il récupère aux quatre coins de la région, en l'espace d'un mois, 32 véhicules de tout tonnage qu'il entrepose en lieu sûr avec des réserves importantes d'essence.
En avril 1943, à la suite de l'infiltration d'une équipe de traîtres dans le mouvement, Robert Huguet prend le maquis. 24 heures plus tard, les Allemands cernent son garage, arrêtent ses employés et son épouse et se saisissent de tous les véhicules de la société. Après avoir tenté de gagner l'Angleterre, Robert Huguet décide de continuer le combat en compagnie de plusieurs de ses camarades.
Devenu chef départemental du maquis pour les MUR du Puy-de-Dôme, il organise et constitue des groupes dans tout le département. En un mois, il réussit à réunir un effectif de 500 hommes. Il participe personnellement à toutes les opérations : enlèvement de matériel, d'essence, d'habillement, d'armes, parachutages. Il transporte lui-même le matériel à destination des maquis. Il prépare les hommes au combat en préparant leur instruction et en imposant une discipline toute militaire. Pris à plusieurs reprises dans les barrages de la police de Vichy ou de l'ennemi, il parvient à chaque fois à s'en sortir.
Par jugement du Tribunal spécial de Riom, en date du 27 août 1943, il est condamné par contumace à vingt ans de travaux forcés.
Le 30 novembre 1943, en tournée de visite au maquis, à hauteur du pont de Menat, il rencontre une voiture de la police allemande ayant à son bord quatre officiers. Avec son chauffeur et ami, le pilote automobile Louis Rosier « Cheminant », il décide d'attaquer le véhicule et après une course poursuite de six kilomètres, il parvient à abattre lui-même trois des officiers (un colonel, un commandant et un capitaine). Blessé au bras pendant le combat, Rosier et Huguet doivent abandonner leur voiture et, après une marche forcée, réussissent à gagner le département de l'Allier où « Prince »trouve les soins nécessaires 28 heures après l'accrochage.
Après un séjour de deux mois en clinique dans la région de Montluçon, il reprend le commandement des maquis du Puy-de-Dôme.
Devenu chef régional des maquis d'Auvergne en mai 1944, sous le pseudonyme de Colonel Prince, il commence le regroupement de tous les maquis en vue de leur concentration dans le Cantal. À nouveau, il échappe, à trois reprises, à l'arrestation. Le 25 mai, les maquis du Puy-de-Dôme se regroupent dans le Cantal avec des effectifs formant bientôt 5 500 hommes organisés en bataillons et en compagnies.
Il organise le réduit de la Margeride que commandait Émile Coulaudon et participe activement aux combats du Mont Mouchet en juin 1944 .
Après la bataille, il est désigné pour regrouper les éléments armés provenant de la dissolution du maquis de Saint-Genès et forme une nouvelle concentration de 5 000 à 6 000 hommes dans le Cantal.
Après le décrochage de Chaudes-Aigues, le 20 juin 1944, au cours duquel il se distingue par son courage et sa conduite, Robert Huguet est promu au grade de lieutenant-colonel par le général Koenig commandant des FFI. Il devient chef d'Etat-major régional et participe à la fusion définitive des effectifs de l'ORA et des FTP au sein des FFI. Ses hommes harcèlent sans cesse les Allemands jusqu'à la libération complète de la région Auvergne en septembre 1944.

### L'Après Guerre
Après la libération de Clermont-Ferrand, Robert Huguet assume les fonctions de secrétaire adjoint pour la Police. Après la guerre, commandant honoraire du personnel navigant de l'armée de l'air, il est PDG des sociétés FGTP et MAIA.
Robert Huguet meurt le 8 mars 1979 à Clermont-Ferrand dans le Puy-de-Dôme ; il est inhumé à Seychalles.

## Distinctions
| Décoration                               | Médaille | Observations               |
| ---------------------------------------- | -------- | -------------------------- |
| Officier de la Légion d'Honneur          |          |                            |
| Compagnon de la Libération               |          | décret du 17 novembre 1945 |
| Croix de Guerre 1939-1945                |          | avec 3 citations           |
| Médaille de la Résistance                |          | avec rosette               |
| Croix du Combattant Volontaire 1939-1945 |          |                            |
| Distinguished Service Order              |          | Great Britain              |
| Croix du Mérite                          |          | Pologne                    |
| Croix de la Vaillance                    |          | Pologne                    |